# Louis du Couret
Abd ul-Hamid Bei, nome adoptado por Louis du Couret (1812 — 1867) foi um viajante francês.

## Biografia
Louis du Couret nasceu na França, filho de um coronel do exército francês. Ele estava no Oriente Médio em 1836. Ele trabalhou com Muhammad Ali no Egito e serviu na Batalha de Nezib. Após, se converteu ao Islã e fez o Hajj. Louis então viajou pela Arábia entre 1844 e 1845. Publicou o livro "Vida no Deserto, ou, Recordações de Viagem na Ásia e na África" sobre suas viagens durante esse tempo. Ele visitou Sana'a, Iêmen e terminou sua viagem em Sohar, Omã. Retornou à França em 1847. Ele retornou ao Egito em 1867 e morreu em 1 de abril daquele ano.
Deixou um livro, cujo título é Mistérios do deserto. Estudiosos, porém, têm questionado a autenticidade de seus escritos e histórias, incluindo Heinrich Kiepert. Suas visitas ao povo Zande foram posteriormente descobertas como sendo falsas. Seu trabalho está na coleção da Biblioteca do Congresso.